# Boxweltmeisterschaften 1997
Die 9. Amateur-Boxweltmeisterschaften der Herren fanden vom 18. Oktober bis zum 26. Oktober 1997 in Budapest statt.

## Deutsches Aufgebot
- Fliegengewicht: Jan Quast (Vorrunde)
- Bantamgewicht: Myrko Schade (Viertelfinale)
- Leichtgewicht: Kay Huste (Viertelfinale)
- Weltergewicht: Enrico Thormann (Achtelfinale)
- Mittelgewicht: Dirk Eigenbrodt (Bronze)
- Halbschwergewicht: Torsten Bengtson (Achtelfinale)
- Schwergewicht: Mike Hanke (Silber)
- Superschwergewicht: Vitali Boot (Vorrunde)

## Ergebnisse

### Halbfliegengewicht (- 48 kg)
| Platz | Land | Athlet        |
| ----- | ---- | ------------- |
| 1     | CUB  | Maikro Romero |
| 2     | PHI  | Roel Velasco  |
| 3     | BUL  | Daniel Petrow |
| 3     | CZE  | Rudolf Dydi   |

### Fliegengewicht (- 51 kg)
| Platz | Land | Athlet              |
| ----- | ---- | ------------------- |
| 1     | CUB  | Manuel Mantilla     |
| 2     | RUS  | Ilfat Rasjapow      |
| 3     | ARG  | Omar Andrés Narváez |
| 3     | KAZ  | Bolat Schumadilow   |

### Bantamgewicht (- 54 kg)
| Platz | Land | Athlet              |
| ----- | ---- | ------------------- |
| 1     | RUS  | Raimkul Malachbekow |
| 2     | CUB  | Waldemar Font       |
| 3     | ARM  | Aram Ramasjan       |
| 3     | TUR  | Soner Karagöz       |

### Federgewicht (- 57 kg)
| Platz | Land | Athlet           |
| ----- | ---- | ---------------- |
| 1     | HUN  | István Kovács    |
| 2     | GER  | Falk Huste       |
| 3     | RUS  | Sajan Sanschat   |
| 3     | CUB  | Rudinelson Hardy |

### Leichtgewicht (- 60 kg)
| Platz | Land | Athlet                  |
| ----- | ---- | ----------------------- |
| 1     | RUS  | Alexander Maletin       |
| 2     | MNG  | Tümentsetsegiin Üitümen |
| 3     | KOR  | Shin Eul-chul           |
| 3     | GEO  | Koba Gogoladse          |

### Halbweltergewicht(- 63,5 kg)
| Platz | Land | Athlet           |
| ----- | ---- | ---------------- |
| 1     | ROM  | Dorel Simion     |
| 2     | RUS  | Paata Gwassalija |
| 3     | CZE  | Lukáš Konečný    |
| 3     | SWE  | Tonton Semakala  |

### Weltergewicht (- 67 kg)
| Platz | Land | Athlet           |
| ----- | ---- | ---------------- |
| 1     | RUS  | Oleg Saitow      |
| 2     | UKR  | Serhij Dsynsyruk |
| 3     | CUB  | Juan Hernández   |
| 3     | ROM  | Marian Simion    |

### Halbmittelgewicht (- 71 kg)
| Platz | Land | Athlet              |
| ----- | ---- | ------------------- |
| 1     | CUB  | Alfredo Duvergel    |
| 2     | KAZ  | Jermachan Ybrajymow |
| 3     | ROM  | Adrian Diaconu      |
| 3     | TÜR  | Ercüment Aslan      |

### Mittelgewicht (- 75 kg)
| Platz | Land | Athlet          |
| ----- | ---- | --------------- |
| 1     | HUN  | Zsolt Erdei     |
| 2     | CUB  | Ariel Hernández |
| 3     | GER  | Dirk Eigenbrodt |
| 3     | FRA  | Jean-Paul Mendy |

### Halbschwergewicht (- 81 kg)
| Platz | Land | Athlet               |
| ----- | ---- | -------------------- |
| 1     | RUS  | Alexander Lebsjak    |
| 2     | FRA  | Frederic Serrat      |
| 3     | CUB  | Israel Álvarez Bicet |
| 3     | IRL  | Stephen Kirk         |

### Schwergewicht (- 91 kg)
| Platz | Land | Athlet             |
| ----- | ---- | ------------------ |
| 1     | CUB  | Félix Savón        |
| 2     | GER  | Mike Hanke         |
| 3     | ITA  | Giacobbe Fragomeni |
| 3     | DEN  | Tue Thomsen        |

### Superschwergewicht (+ 91 kg)
| Platz | Land | Athlet               |
| ----- | ---- | -------------------- |
| 1     | GEO  | Giorgi Kandelaki     |
| 2     | CUB  | Alexis Rubalcaba     |
| 3     | BLR  | Sjarhej Ljachowitsch |
| 3     | ITA  | Paolo Vidoz          |

## Medaillenspiegel
| Platz | Nation      | Gold | Silber | Bronze | Gesamt |
| ----- | ----------- | ---- | ------ | ------ | ------ |
| 1     | Kuba        | 4    | 4      | 2      | (10)   |
| 2     | Russland    | 4    | 2      | 1      | (5)    |
| 3     | Ungarn      | 2    | 0      | 0      | (3)    |
| 4     | Rumänien    | 1    | 0      | 2      | (3)    |
| 5     | Georgien    | 1    | 0      | 1      | (2)    |
| 6     | Deutschland | 0    | 2      | 1      | (3)    |
| 7     | Frankreich  | 0    | 1      | 1      | (2)    |
| 7     | Kasachstan  | 0    | 1      | 1      | (2)    |
| 9     | Mongolei    | 0    | 1      | 0      | (2)    |
| 9     | Philippinen | 0    | 1      | 0      | (1)    |
| 9     | Ukraine     | 0    | 1      | 0      | (1)    |
| 12    | Türkei      | 0    | 0      | 2      | (2)    |
| 12    | Tschechien  | 0    | 0      | 2      | (2)    |
| 12    | Italien     | 0    | 0      | 2      | (2)    |
| 15    | Armenien    | 0    | 0      | 1      | (1)    |
| 15    | Südkorea    | 0    | 0      | 1      | (1)    |
| 15    | Schweden    | 0    | 0      | 1      | (1)    |
| 15    | Bulgarien   | 0    | 0      | 1      | (1)    |
| 15    | Argentinien | 0    | 0      | 1      | (1)    |
| 15    | Irland      | 0    | 0      | 1      | (1)    |
| 15    | Dänemark    | 0    | 0      | 1      | (1)    |
| 15    | Belarus     | 0    | 0      | 1      | (1)    |
|       | Gesamt      | 11   | 11     | 22     | (44)   |